# 茂山七五三
二世茂山 七五三（しげやま しめ、1947年（昭和22年）8月30日 - ）は、狂言方大蔵流の能楽師、人間国宝（重要無形文化財「狂言」各個認定保持者）。本名は茂山眞吾。

## 来歴・人物
1947年、父・七五三（後の四世茂山千作）と母・幸子の次男として京都府に生まれる。
2歳頃から祖父の三世茂山千作より狂言の稽古を付けられ、4歳で狂言「業平餅」の子方にて初舞台を踏む。
中学生だった1962年に、母が死去した。翌年（1963年）に父は再婚し、1964年には年の離れた異母弟・千三郎（2020年末まで千五郎家で活動、その後独立）が誕生する。
東山高等学校卒業。高校時代から剣道を本格的に始め、京都産業大学経済学部に進学後も続けて、3回生の時には全国大会で個人ベスト16となった。
長男が家業を継ぎ、次男以降は副業を持って休日に狂言を行うという茂山家の方針や、長男以外が狂言で生計を立てるのは困難との考えから、1970年の大学卒業後は京都中央信用金庫に就職した。入行後の外回り営業では「あの狂言の茂山はんか。それやったら」と預金の顧客に恵まれるという経験もした。職場の理解を得て銀行員と並行する形で狂言方としての活動を継続し、1975年の日本能楽団のイラン・スイス・西ドイツ公演等の海外公演にも参加している 。
1973年に、銀行員だった女性と結婚した。1975年に長男の宗彦が、1979年に次男の逸平が誕生する。
1976年に同母兄の正義（五世千作）や従弟の晃（あきら）と共に花形狂言会を発足させ、古典狂言のほかにも小松左京作の「SF狂言」など数々の新作狂言に取り組む。
40歳までサラリーマンと狂言方としての活動を並行していたが、銀行員をやめて能楽師で生きていく決意をしたのは、自分の子どもが成長して15年後に『釣狐』を披くためには、「100パーセント教えてやれる年齢を考えると今しかない」という理由であった。
1993年に京都府文化奨励賞を受賞した。
1995年12月に父・四世千作の本名である「七五三」を、舞台名（二世）として襲名した。
チェコ共和国のプラハでの1998年の狂言公演を契機として、2000年にはプラハやブルノにて狂言ワークショップを行い、以後チェコに創立された七五三（なごみ）狂言会で狂言指導を行う。
2023年7月、重要無形文化財保持者（人間国宝）に認定された。祖父の三世茂山千作、父の四世千作に続く親子三代での重要無形文化財（人間国宝）認定となった。認定に際しては「本来なら兄がいただくべきものだったはず。千五郎家の狂言を多くの方に愛されるものにしていくという役割を、兄に代わって果たしたいと思います」と2019年に死去した兄・五世千作への思いを語った。

## 芸風
芸風については、人間国宝（重要無形文化財各個）指定の答申にて「大蔵流のなかでも、明朗で写実的な味わいを特徴とする京都の茂山家の芸を高度に体現しつつ、堅実味と軽妙さをも併せ持つ独自の芸風を確立」と評されている。

## 受賞・顕彰
- 京都府文化奨励賞 - 1993年[2]
- 京都府文化賞功労賞 - 2007年[2]
- 名張市市政功労者特別表彰 - 2009年[2]
- 京都市文化功労者 - 2011年[2]
- 京都市芸術文化協会賞 - 2015年[2]
- 第70回芸術選奨文部科学大臣賞 - 2020年[17][18]
- 人間国宝（重要無形文化財「狂言」各個認定） - 2023年[3]
- 旭日小綬章 - 2025年[19]

## 家族
父は四世茂山千作。兄に五世茂山千作。甥に十四世茂山千五郎と茂山茂。長男に茂山宗彦。次男に茂山逸平。孫（次男・逸平の長男）に茂山慶和。

## 弟子
- 鈴木実 (狂言師)（2021年から[20]）